# Androgène

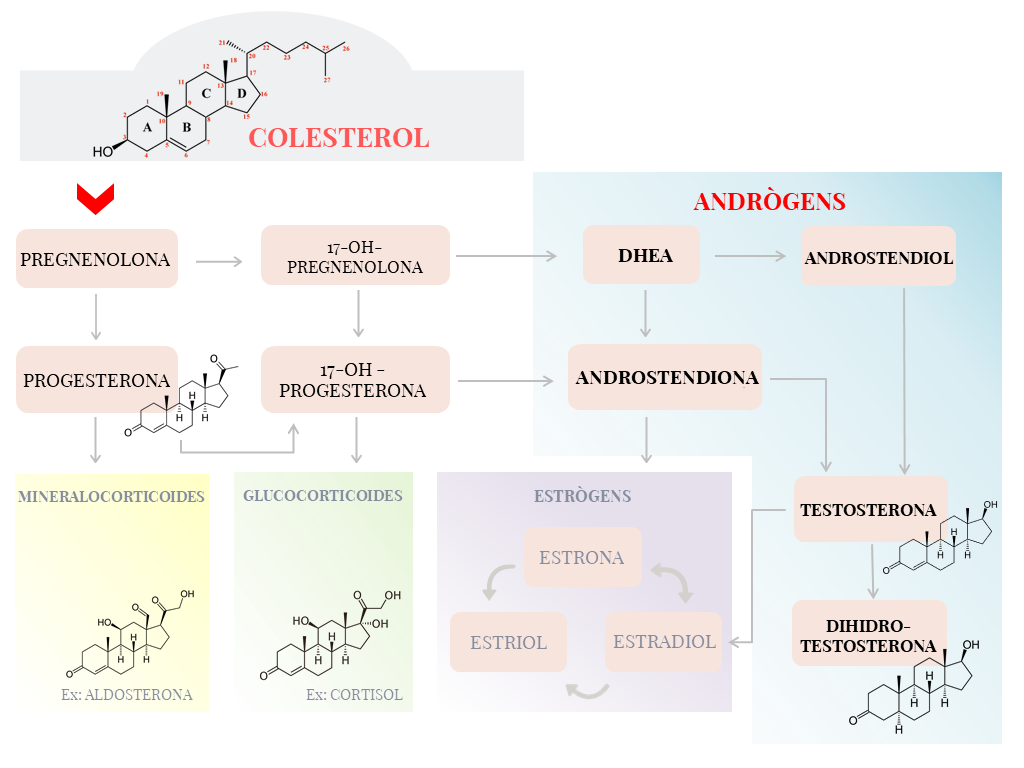
biosynthèse d'androgène

Un androgène est tout composé naturel ou synthétique, généralement une hormone stéroïdienne, qui stimule ou contrôle le développement et le maintien des caractères mâles chez les vertébrés en se liant aux récepteurs androgènes. Cela englobe aussi l’activité des organes sexuels mâles secondaires et le développement des caractères sexuels secondaires. Les androgènes, qui ont été découverts en 1936, sont également appelés « hormones androgènes ».
Les androgènes comportent également les stéroïdes anabolisants d’origine. Ils sont aussi les précurseurs de tous les œstrogènes, les hormones sexuelles femelles et permettent notamment une croissance folliculaire ainsi que l'apparition des récepteurs à l'hormone lutéinisante chez la femme. Le principal androgène et le plus connu est la testostérone.

## Types d’androgènes
Un groupe d’androgènes, les « androgènes surrénaliens » comprennent tous les stéroïdes à 19 atomes de carbone, synthétisés par le cortex surrénal, c’est-à-dire la portion extérieure de la glande surrénale, qui fonctionnent comme stéroïdes faibles ou comme précurseurs des stéroïdes, incluant la déhydroépiandrostérone (DHEA), le sulfate de déhydroépiandrostérone (DHEA-S) et l’androstènedione.
Hormis la testostérone, les androgènes comprennent :
- la DHEA : une hormone stéroïdienne produite à partir du cholestérol dans le cortex surrénal, qui est le principal précurseur des œstrogènes naturels. La DHEA est également appelée déhydroépiandrostérone ou déhydroandrostérone ;
- l'androstènedione (andro) : un stéroïde androgène qui est produit par les testicules, le cortex surrénal et les ovaires. Tandis que les androstènediones sont converties métaboliquement en testostérone et autres androgènes, elles sont aussi la structure mère de l’estrone. L'utilisation de l’androstènedione comme supplément pour le sport ou le culturisme a été interdite par le Comité international olympique ainsi que par d’autres organisations sportives ;
- l'androstènediol : métabolite stéroïde qui est supposé agir comme le principal régulateur de la sécrétion de gonadotrophine ;
- l'androstérone : sous-produit chimique créé pendant la dégradation des androgènes, ou dérivé de la progestérone, qui exerce aussi des effets virilisants mineurs, mais avec un septième de l’intensité de la testostérone. Elle est présente dans des quantités à peu près égales dans le plasma sanguin et l’urine des hommes et des femmes ;
- l'androstanolone ou dihydrotestostérone (DHT) : un métabolite de la testostérone qui est en fait un androgène plus puissant en ce sens qu’il se lie plus fortement aux récepteurs d’androgènes.

## Fonctions des androgènes

### Développement du mâle
Pendant le développement des mammifères, les gonades sont les premières capables de devenir soit des ovaires soit des testicules. Chez les êtres humains, à partir de la quatrième semaine, les rudiments gonadiques sont présents dans le mésoderme intermédiaire près des reins en développement. Vers la sixième semaine, les cordons sexuels épithéliaux se développent dans les testicules en formation, et intègrent les cellules germinales, à mesure qu’elles migrent dans les gonades. Chez les mâles, certains gènes du chromosome Y, notamment SRY, contrôlent le développement du phénotype mâle y compris la conversion de la gonade en testicule. Chez les mâles, les cordons sexuels envahissent les gonades en développement.
À la huitième semaine  du développement fœtal humain, les cellules de Leydig apparaissent dans les gonades des hommes, alors en cours de différenciation. Les cellules épithéliales dérivées du mésoderme des cordons sexuels dans les testicules en développement deviennent les cellules de Sertoli, dont le rôle sera de soutenir la formation du spermatozoïde. Une petite population de cellules non épithéliales existe entre les tubules ; ce sont les cellules de Leydig produisant les androgènes. Les cellules de Leydig peuvent être considérées comme des producteurs d’androgènes qui fonctionnent comme une hormone paracrine requise par les cellules de Sertoli, afin de soutenir la production de spermatozoïdes. Peu après leur différenciation, les cellules de Leydig commencent à produire des androgènes qui sont nécessaires pour la masculinisation du fœtus mâle en développement (y compris la formation du pénis et du scrotum). Sous l’influence des androgènes, les résidus du mésonéphros, les canaux primitifs se développent en épididyme, canal déférent et vésicules séminales. Cette action des androgènes est soutenue par une hormone des cellules de Sertoli, AMH, qui empêche les canaux de Müller embryonnaires de se développer en trompes de Fallope et autres tissus de l’appareil reproducteur femelle, dans les embryons mâles. L’AMH et les androgènes coopèrent pour permettre le mouvement normal des testicules dans le scrotum.
Avant la production de l’hormone pituitaire LH par l’embryon, à partir des semaines 11-12 environ, la gonadotrophine chorionique humaine (hCG) favorise la différenciation des cellules de Leydig et leur production d’androgènes. L’action des androgènes dans les tissus cibles implique souvent la conversion de la testostérone en 5α-dihydrotestostérone (DHT).

### Spermatogenèse
Pendant la puberté, la production d’androgènes, de LH et de FSH, résultant du complexe hypothalamo-hypophysaire augmente, et les cordons sexuels se creusent, formant les tubules séminifères ; les cellules germinales commencent à se différencier en spermatozoïdes. Pendant toute la vie adulte, les androgènes et la FSH coopèrent et agissent sur les cellules de Sertoli dans les testicules, pour soutenir la production de spermatozoïdes. Les suppléments androgènes exogènes peuvent être utilisés comme contraceptif masculin, cette méthode reste encore en travaux. Les taux élevés d’androgènes provoqués par l’utilisation des suppléments d’androgènes peuvent inhiber la production de LH et bloquer la production d’androgènes par les cellules de Leydig. Sans les taux localement élevés d’androgènes dans les testicules, en raison de la production d’androgènes par les cellules de Leydig, les tubes séminifères peuvent dégénérer entraînant la stérilité.

### Inhibition des réserves graisseuses
Les résultats récents indiquent que les androgènes inhibent la capacité de certaines cellules graisseuses de stocker les lipides en bloquant une voie de transduction de signal, qui soutient normalement la fonction des adipocytes.

### Masse musculaire
Les androgènes favorisent le développement des cellules des muscles squelettiques et agissent probablement de manière coordonnée pour accroître la fonction musculaire en agissant sur plusieurs types de cellules dans le tissu musculaire squelettique.
Chez la femme, quatre études concordantes ont montré un accroissement de la masse maigre lors de traitements conjuguant testostérone et œstrogènes combinés.

### Cerveau
Les taux circulants d’androgènes peuvent avoir une influence sur le comportement humain, parce que certains neurones sont sensibles aux hormones stéroïdes. Les concentrations d’androgènes ont été impliquées dans la régulation de l’agressivité humaine et la libido.
Chez la femme, le comblement du déficit en androgènes libres lié à l'âge, à une ovariectomie ou à des maladies a montré des effets positifs : amélioration de la mémoire et de l'attention chez des femmes ménopausées traitées par méthyltestostérone (en), amélioration de l'humeur chez des femmes ovariectomisées et chez des anorexiques traitées par patchs de testostérone ; action antidépressive de la DHEA.

## Substances ayant des effets similaires
Certaines substances ont des effets chez les êtres humains et les animaux qui sont similaires à ceux des androgènes. Parmi les androgènes naturellement présents dans certaines huiles, on trouve le campestérol et le stigmastérol. Ces substances sont appelées phyto-androgènes (elles ne sont pas aussi courantes que les phyto-œstrogènes ayant des effets œstrogéniques).
Plusieurs produits chimiques entraînent également des effets androgéniques sur les mammifères ou interrompent l'action des androgènes naturels. Ces substances sont classées dans la catégorie des perturbateurs endocriniens. Le terme perturbateur endocrinien est souvent utilisé comme synonyme de xénohormone (xéno-androgène s'il entraîne des effets androgéniques) même si ce dernier terme peut désigner tout composé naturel ou de synthèse présentant des propriétés similaires à celles des hormones (se liant généralement à certains récepteurs hormonaux).

## Insensibilité aux androgènes chez l’homme
La capacité réduite d’un fœtus XY caryotype à répondre aux androgènes peut entraîner plusieurs problèmes, incluant la stérilité et plusieurs formes d’états intersexués.

## Anti-androgènes
Les anti-androgènes sont des molécules diminuant l'activité des hormones androgènes.